# 슈카월드
슈카(본명: 전석재, 1979년~)는 대한민국의 유튜버이다. 증권 펀드매니저 출신으로, 경제 전문 1인 방송 슈카월드, 커뮤니티 사이트 앤톡(antok) 등을 운영하고있다.
매주 일요일 저녁, 슈카월드 유튜브 채널에서 라이브 방송을 진행한다.

## 학력
- 이수초등학교 졸업
- 이수중학교 졸업
- 상문고등학교 졸업
- 서울대학교 사회과학대학 경제학부 학사
- 연세대학교 경제대학원 금융공학 석사

## 유튜브
'슈카월드', '슈카월드 코믹스' 채널 등을 운영하고 있다.
| 채널            | 구독자 수 | 조회 수         | 비고                     |
| --------------- | --------- | --------------- | ------------------------ |
| 슈카월드        | 333만 명  | 1,099,226,970회 | 2024년 8월 5일 00시 기준 |
| 슈카월드 코믹스 | 94.3만 명 | 304,174,702회   | 2024년 8월 5일 00시 기준 |

## 출연

### 2019년
- SBS 돈워리스쿨 고정출연[7]

### 2020년
- SBS 돈워리스쿨2 고정출연[8]

### 2021년
- MBC 황금어장 라디오스타 653회(황금어장 702회) 게스트[9]
- KBS1 이슈 픽 쌤과 함께 고정출연[10]
- KBS2 옥탑방의 문제아들 142회 게스트[11]
- EBS 1TV 자이언트펭수TV 게스트

### 2022년
- KBS2 자본주의학교 선생님(MC)[12]
- 유튜브 라면꼰대2

### 2023년
- JTBC 뭐털도사 고정출연[13]